# Rally de históricos

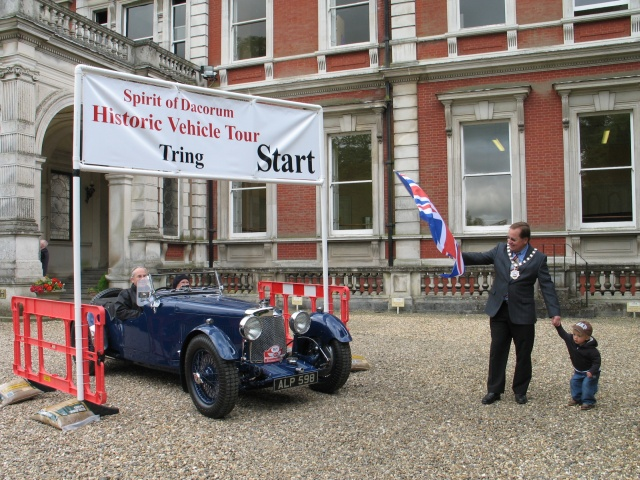
Un coche clásico tomando la salida en un rally de históricos.

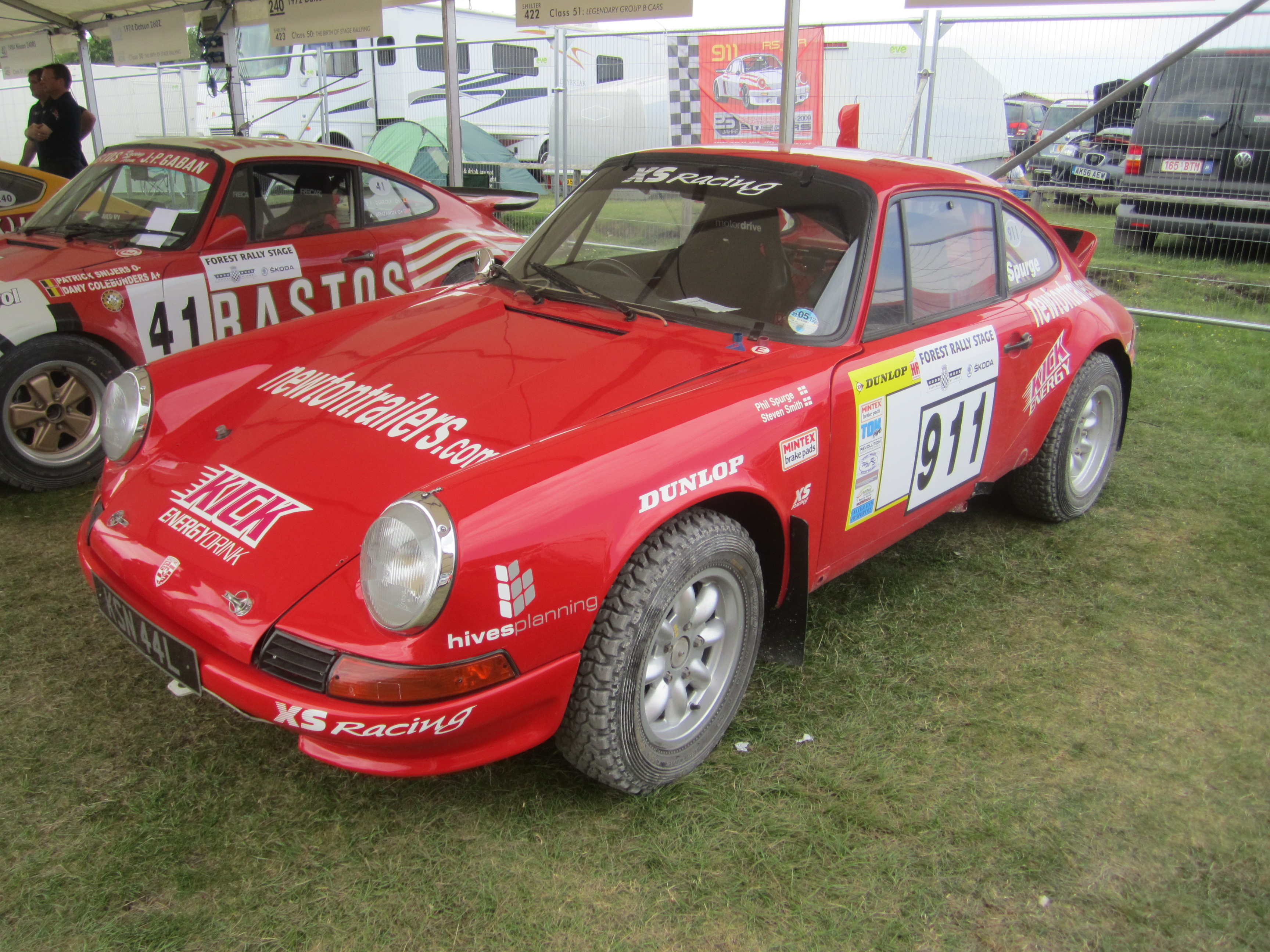
Gracias a los rally de históricos los viejos coches pueden volver a la competición como este Porsche 911 RS de 1972.

Un rally de históricos, también llamado rally de clásicos, es una variante de los rallyes donde solo pueden competir los vehículos históricos, es decir, aquellos que tengan una antigüedad mayor de 25 años. Se compite tanto en la modalidad de regularidad como de velocidad.
Los rally de históricos comenzaron a realizarse en los años 80, siendo uno de los pioneros el Rally RAC histórico de 1982 cuando, la Royal Automobile Club organizó el 50.º aniversario del Rally de Gran Bretaña. En España no se comenzaron a organizar pruebas de este tipo hasta la década de 2000 y en 2008 se creó el Campeonato de España de Rally Históricos.

## Clasificación
Los coches históricos se clasifican según la fecha en que fue homologado. Cuando dicho coche pierde su ficha de homologación, se convierte en un coche histórico y solo podrá competir en competiciones de históricos. Se marcan con letras y abarcan varios años. El primero, conocido como período A, abarca todos los coches construidos antes de 1905; el período B de 1905 a 1918, etc. En rally esta clasificación incluye todos los coches que fueron homologados dentro de los grupos 1, 2, 3, 4 y Grupo B.
- Período A: antes de 1905.
- Período B: de 1905 a 1918.
- Período C: de 1919 a 1930.
- Período G: de 1966 a 1971.
- Período H: de 1972 a 1976.
- Período I: de 1977 a 1981.
- Período J: de 1981 a 1985.

## Campeonatos de históricos
Existen varios campeonatos internacionales regulados por la FIA. Dentro de estos se celebran pruebas míticas como el Rally de Montecarlo Histórico o el Rally Safari Histórico.
- FIA Trophy for historic regularity rallies (Copa FIA de rally de históricos de regularidad).
- FIA European Historic Rally Championship (Campeonato de Europa de Rally Históricos).
- FIA Historic Hill Climb Championship (Campeonato de montaña de históricos)